# Australothele maculata
Espèce
Australothele maculata est une espèce d'araignées mygalomorphes de la famille des Euagridae.

## Distribution
Cette espèce est endémique du Queensland en Australie. Elle se rencontre dans le parc national de Lamington.

## Description
La carapace du mâle holotype mesure 5,52 mm de long sur 4,40 mm et l'abdomen 6,10 mm de long sur 4,05 mm et la carapace de la femelle paratype mesure 4,69 mm de long sur 3,63 mm et l'abdomen 4,06 mm de long sur 3,44 mm.

## Publication originale
- Raven, 1984 : Systematics of the Australian curtain-web spiders (Ischnothelinae: Dipluridae: Chelicerata). Australian Journal of Zoology Supplementary Series, no 93, p. 1-102.